# Шекаловка
Шекаловка — село в Россошанском районе Воронежской области.
Административный центр Шекаловского сельского поселения.

## География

### Улицы
- ул. Восточная
- ул. Лесная
- ул. Молодёжная
- ул. Садовая
- ул. Северная
- ул. Центральная
- пер. Центральный

## История
Селение Шекаловка упоминается в описании Калитвянского уезда Воронежской губернии 1779 года. В списке населённых мест в «Памятной книге» 1887 года, названа ферма «Шекаловка» земледелицы Чертковой. В справочнике населённых мест 1900 года показана владельческая ферма Шекаловская при пруде и двух родниках. На ней были — паровая мельница и один дом, в котором находилось 32 человека.
В 1999 году хутор Шекаловка преобразован в село.

## Население
| 2010 |
| ---- |
| 625  |

## Инфраструктура
- Шекаловская основная общеобразовательная школа, ул. Центральная, 2.[3]
- Шекаловский культурно-досуговый центр, ул. Центральная, 23.